# Dampflokomotive Bauart Meyer

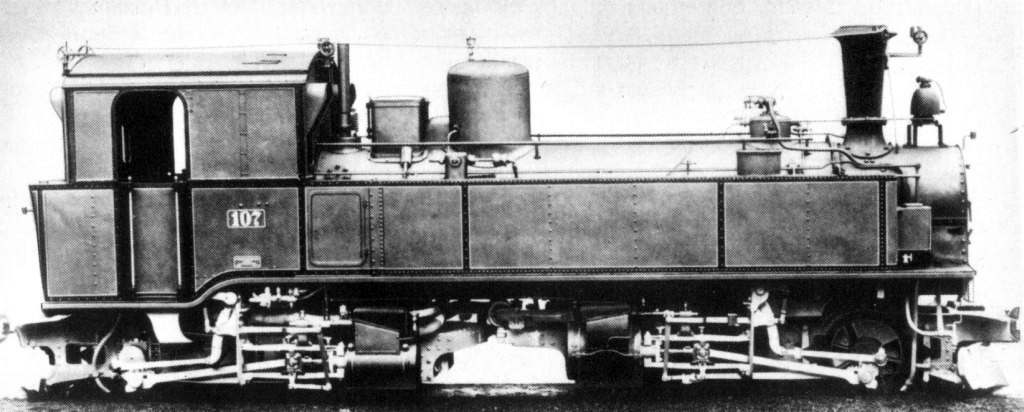
Meyer-Lokomotive, sächsische Gattung IV K

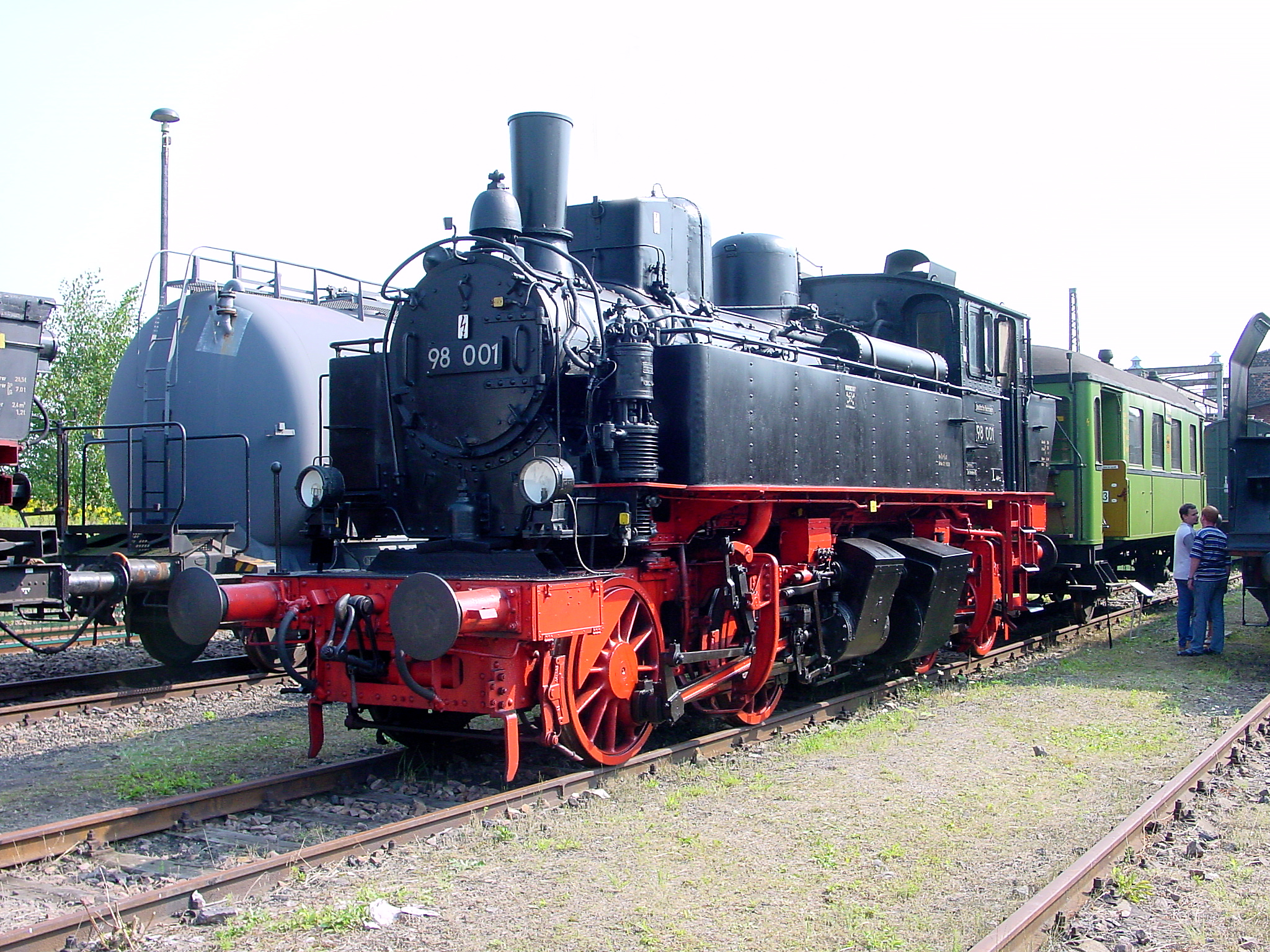
Sächsische Gattung I TV

Eine Dampflokomotive Bauart Meyer ist eine Dampflokomotive mit zwei getrennten, als Drehgestelle angeordneten Fahrwerken.
Die erste Lokomotive dieser Bauart war die 1851 vom österreichischen Ingenieur Wenzel Günther für den Semmering-Wettbewerb gebaute Neustadt; der Name Meyer ist erst seit 1861 üblich, als sich der Elsässer Jean Jacques Meyer diese Bauart patentieren ließ.

## Meyer
Im Gegensatz zur Neustadt nutzen die meisten Meyer-Lokomotiven das Verbundprinzip, verfügen also über Hoch- und Niederdruckzylinder, wobei letztere aus Platzgründen meistens im vorderen Drehgestell angeordnet sind. Anders als bei den Mallet-Lokomotiven sind jedoch beide Fahrwerke schwenkbar, was den Nachteil beweglicher Hochdruckdampfleitungen mit sich bringt. Ein weiterer Nachteil der Meyer- gegenüber der Mallet-Bauweise ist, dass der Stehkessel über einem der Drehgestelle angeordnet werden muss, was die Tiefe der Feuerbüchse und das Volumen des Aschkastens einschränkt.
Die Zylinder sind bei Meyer-Lokomotiven in der Regel auf der Innenseite der Drehgestelle angeordnet, sodass die Verbindungsleitung zwischen Hoch- und Niederdruckzylindern sehr kurz ausfallen kann. Die Dampfleitung hat Kugelgelenke aus gegossenen Halbschalen, in denen Graphitschnüre für die Dichtheit sorgen.
Die bekanntesten Meyer-Lokomotiven in Deutschland sind die von der Sächsischen Maschinenfabrik in Chemnitz für die Kgl. Sächsischen Staatseisenbahnen gebauten Lokomotiven der Gattungen IV K und I TV.
Die beiden selbstfahrenden Bernina-Dampfschneeschleudern BB R 1051+1052, später bei der Rhätischen Bahn, in die die Berninabahn aufging, sind ebenfalls nach dem Meyer-Prinzip aufgebaut, die Xrot d 9213 ist auch noch einsatzfähig (Stand: 2011).

## Kitson-Meyer

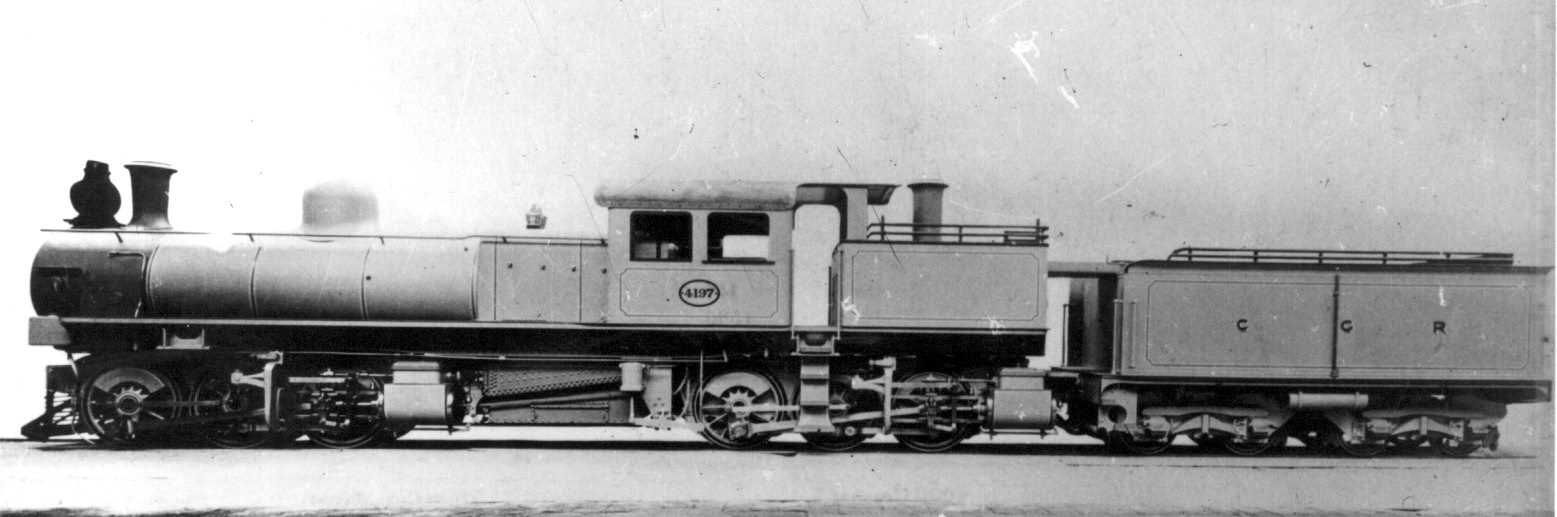
Klasse KM der SAR, Baujahr 1904

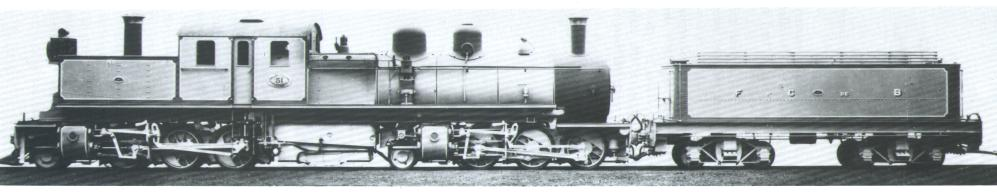
„Rückwärts“ fahrende Kitson-Meyer der FCB, Baujahr 1913

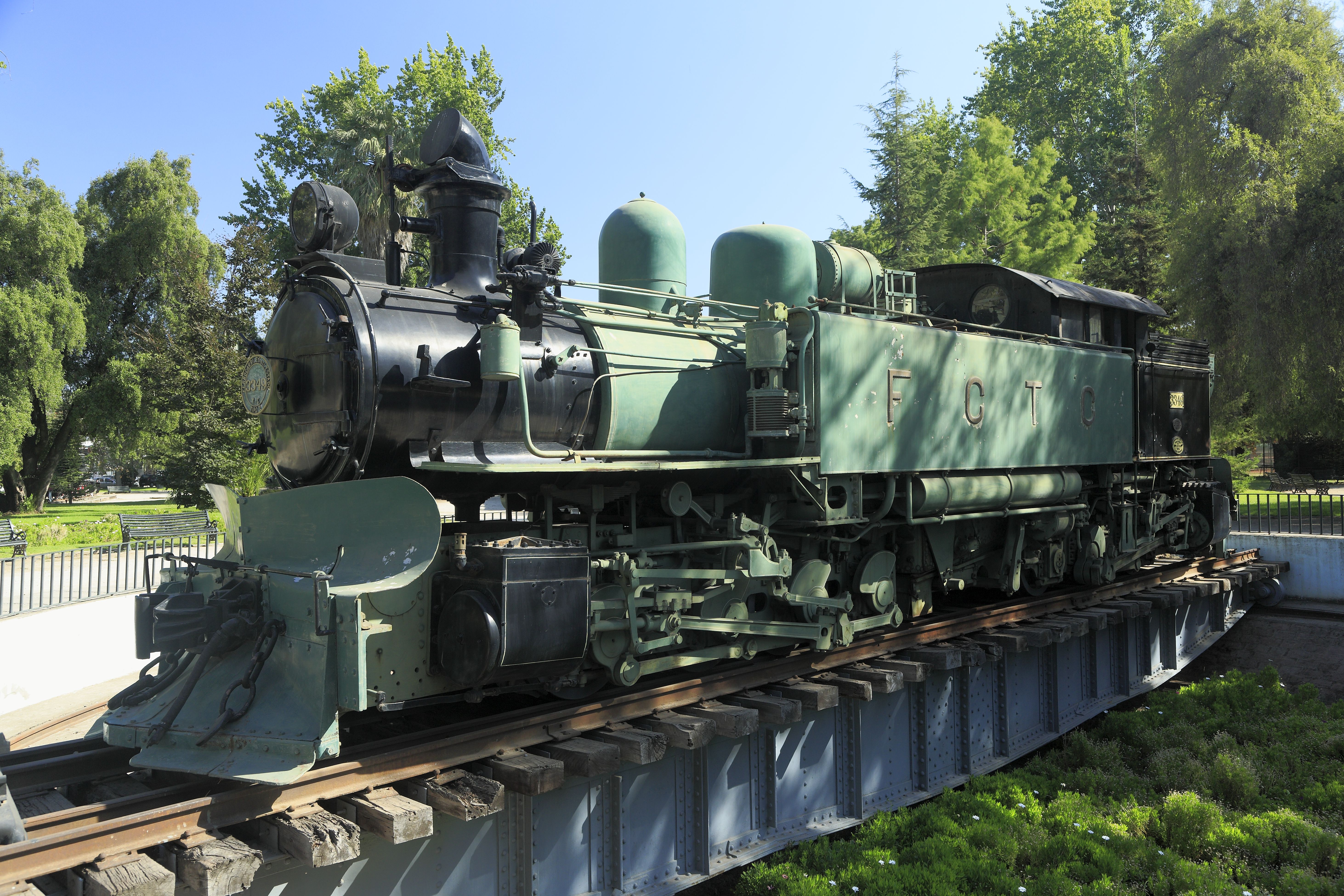
Typ Z der Transandenbahn im Eisenbahnmuseum Santiago de Chile

Die Firma Kitson in Leeds behob den Hauptnachteil der Meyer-Lokomotiven, die Raumbeschränkungen bei Feuerbüchse und Aschkasten, indem die Drehgestelle weiter auseinandergerückt wurden, sodass Stehkessel und Aschkasten zwischen ihnen Platz fanden. Diese Bauart wurde Kitson-Meyer genannt. Dabei wurde mit der Anordnung der Zylinder experimentiert, die zunächst an den jeweils hinteren Enden der Drehgestelle angeordnet wurden – wobei der Abdampf der hinteren Zylinder bei einigen Lokomotiven direkt ins Freie geleitet wurde (siehe Bilder), sodass er nicht zur Feueranfachung zur Verfügung stand – und schließlich an den jeweils äußeren Enden der Drehgestelle. In dieser letzten Form war die Kitson-Meyer die Vorläuferbauart der Garratt-Lokomotiven.
Insgesamt wurden bis zur Verdrängung durch die Bauart Garratt weniger als 100 Lokomotiven dieses Typs gebaut, die meisten davon für südamerikanische Bahnen. Die letztgebauten Meyer-Lokomotiven wurden 1939 von Orenstein & Koppel für die chilenische Militäreisenbahn gefertigt. Nach dem Kriegsbeginn gelangten die drei Fahrzeuge jedoch zur Deutschen Reichsbahn und wurden als 99.164 eingeordnet.
Von den von der Transandenbahn beschafften Kitson-Meyer-Lokomotiven des chilenischen Typs Z sind zwei in Chile (Los Andes und Santiago de Chile) und eine in Argentinien (Tafi Viejo) erhalten geblieben. Es sind kombinierte Adhäsions- und Zahnradlokomotiven mit der Achsfolge D’(3zz) n4, das vom Adhäsionsantrieb unabhängige Zahnradtriebwerk ist im hinteren Drehgestell eingebaut.
1998 nahm die Kirklees Light Railway in England eine (neugebaute) Kitson-Meyer für 381-mm-Spur in Betrieb, die möglicherweise die größte je für diese Spurweite gebaute Lokomotive der Welt ist.

## Du Bousquet
1905 entwickelte Gaston Du Bousquet (1839–1910) für die französische Nordbahn normalspurige Gelenklokomotiven, die im Prinzip der Bauart Meyer entsprachen, jedoch einige Besonderheiten aufwiesen. Die Maschinen hatten die Achsfolge (C1')(1'C); die auf der Innenseite der Drehgestelle angebrachten Zylinder wurden also durch Laufradsätze unterstützt. Ungewöhnlich war auch die Anordnung der vorderen Wassertanks, die nicht auf dem Hauptrahmen, sondern auf dem Drehgestell befestigt waren. Dies reduzierte die Belastung der Drehzapfen und erhöhte die Masse des Drehgestells, was wiederum die Schlingerneigung verringerte. Anders als bei den meisten anderen Meyer-Lokomotiven waren die Pufferbohlen und Kupplungen am Hauptrahmen befestigt.
Obwohl die Lokomotiven die in sie gesetzten Erwartungen erfüllten, blieb die Bauart auf eine Lokomotivtype begrenzt, die allerdings auch von anderen französischen Bahnen beschafft wurde und im Weiteren ebenfalls nach China und – angepasst an die dortige Breitspur – nach Spanien exportiert wurde.

## Modified Fairlie
Die South African Railways beschafften ab 1925 mit den Klassen FC, FD (Hersteller North British) und HF (Hersteller Henschel) insgesamt 16 Lokomotiven, die als Modified Fairlie bezeichnet wurden, jedoch mit einer Fairlie nicht viel gemeinsam hatten. Im Grunde waren es Kitson-Meyers mit einem vor der Rauchkammer angeordneten Wasserkasten. Auf den ersten Blick glichen die Lokomotiven deshalb Garratts; Brennstoff- und Wasserbehälter waren jedoch auf dem Brückenrahmen aufgebaut und nicht auf den Drehgestellen. Nachteile dieser Bauart gegenüber der Garratt waren die großen Überhänge sowie die Schlingerneigung der Drehgestelle aufgrund des im Verhältnis zur Drehgestellmasse großen Anteils an hin- und hergehenden Massen und die dadurch deutlich schlechteren Laufeigenschaften.
Der Grund für die Entstehung dieser Lokomotiven zu einer Zeit, als die Bauart Garratt bereits etabliert war, waren die Patente, mit denen Beyer-Peacock die Bauart geschützt hatte, sodass andere Hersteller gezwungen waren, von diesem Entwurf abzuweichen.